# Nemoraea capensis
Nemoraea capensis là một loài ruồi trong họ Tachinidae.